# حيدر أباد (ماجين)
حیدر أباد (بالفارسية: حیدرآباد) هي قرية تقع في إيران في قسم ماجين الريفي. يقدر عدد سكانها بـ 47 نسمة .